# 礼炮3号
礼炮3号（俄語：Салют-3），也被称为OPS-2或者 金刚石2号（Almaz 2）是苏联空间站，于1974年6月25日发射。它是金刚石计划中第二艘军事偵查用空间站，也是第一艘被成功发射此类空间站。它被归为禮炮計劃的一部份，是用来隐瞒它的军事用途。因为他的军事用途，苏联并不愿公开空间站的设计以及执行任务等信息。
它在升空后的轨道高度为219到270千米，而NASA指出他的最终轨道高度为268到272千米。联盟14号送上了3名宇航员，但是其中只有一名登上了空间站；联盟15号飞船带来了第二组宇航员但是对接失败。
尽管只有很少的官方资料被公布，但是从中可以了解到礼炮3号装备有多个地球观测相机，甚至还有机枪。空间站于1975年1月24日脱轨并且重返大气层。苏联发射的下一艘民用空间站是礼炮4号；而下一艘军用空间站是礼炮5号，它也是最后一艘「金刚石」空间站。

## 背景
第一艘空间站——礼炮1号（也被称为DOS-1），是苏联于1971年发射的。当时只有一艘飞船成功与之对接，那就是联盟11号，在1971年联盟11号的三名宇航员登入空间站并驻留了22天。脱离空间站后，联盟11号的3名宇航员在重返大气层时遇难。
当时苏联有存在竞争关系的民用和军用太空项目，例如礼炮1号是民用项目。其他的民用项目，被称为持久轨道站（Durable Orbital Stations，簡稱DOS），都被认为是礼炮1号的接班人。其中失败的包括：1972年的DOS-2、1974年的DOS-3，成功的有礼炮4号、礼炮6号和礼炮7号。
军方资助以及研发的空间站被称为「金刚石」空间站，其大小与外观都与民用的DOS空间站十分接近。但是设计中的细节部分，由于Vladimir Chelomey的原因，与民用DOS空间站截然不同。第一艘金刚石空间站是1973年4月发射的礼炮2号，可是入轨后没几天就发生事故，所以没有载过人。